# Daniel Chester French
Daniel Chester French (Exeter, 20 de abril de 1850 - Stockbridge, 7 de octubre de 1931) fue un escultor de los Estados Unidos.
Era hijo de Enrique Flagg French, un abogado y funcionario del gobierno. Su decisión de convertirse en un escultor fue influenciado por May Alcott, hermana de la escritora Louisa May Alcott. Estudió un año en el Instituto de Tecnología de Massachusetts y otro año en Florencia, con Thomas Ball, y durante un mes con John Quincy Adams Ward. 
A partir de entonces empezó a aceptar encargos. El primero que tuvo fue de la ciudad de Concord, creando para ella en 1875 su famosa obra, The Minute Man. Realizó varios encargos oficiales, pero es recordado principalmente por su monumental estatua de Abraham Lincoln, hoy en el Monumento a Lincoln en Washington D. C. También fue uno de los fundadores de la Sociedad Nacional de Escultura, y miembro de la Academia Estadounidense de las Artes y las Ciencias, la Accademia di San Luca, la Academia Estadounidense de las Artes y las Letras y de la Academia Nacional de Diseño. Fue honrado con la impresión de su efigie en un sello de EE. UU. en 1940, la famosa serie de los estadounidenses. Su estudio de verano de Chesterwood es ahora un museo.

## Obras

### Monumentos públicos

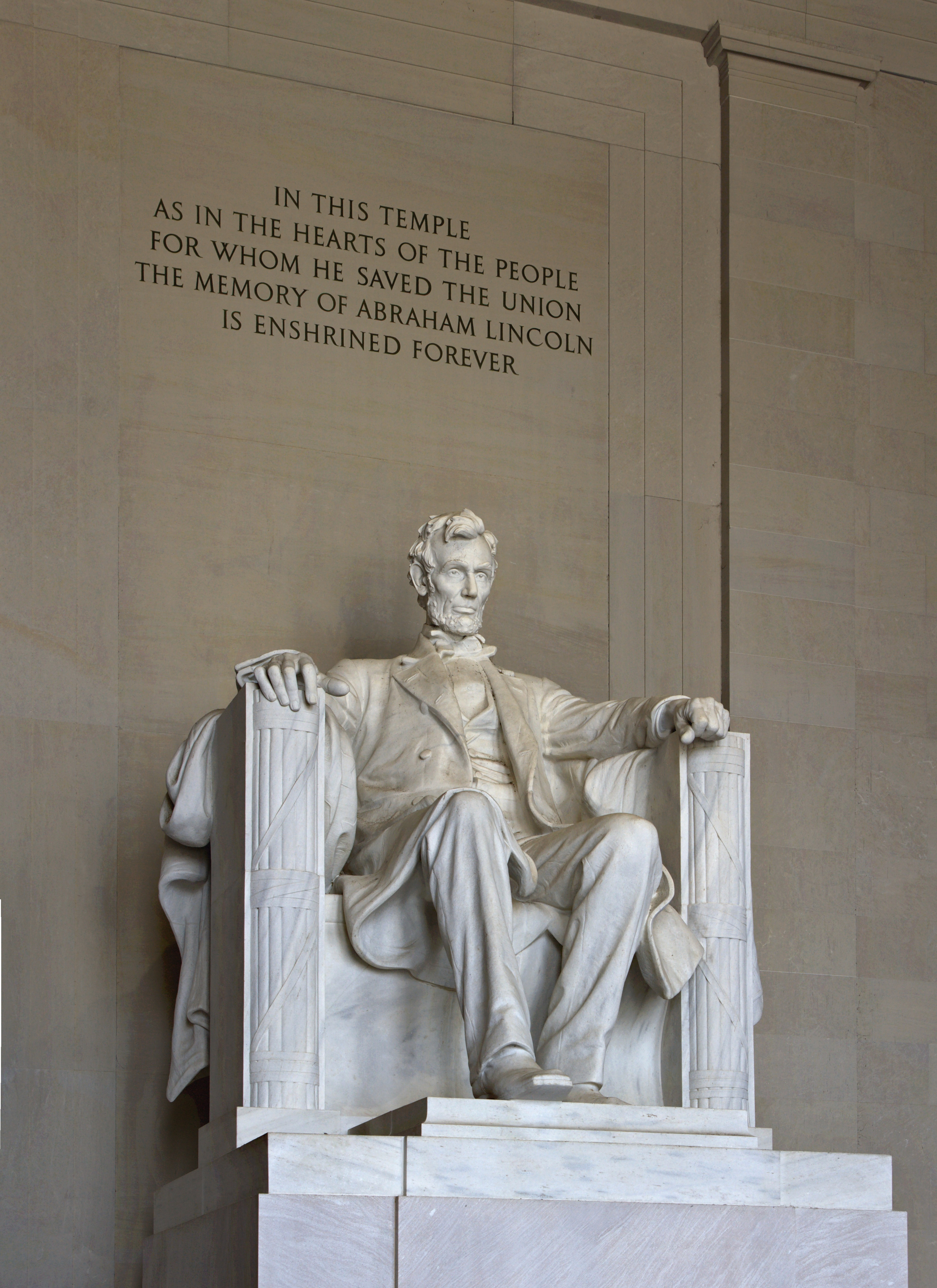
La Estatua de Abraham Lincoln en el Monumento a Lincoln de Washington D. C.

- Concord Minute Man, Old North Bridge, Concord, 1874
- The John Harvard Monument, Harvard Yard, Cambridge, 1884
- Lewis Cass, National Statuary Hall, Washington, 1889
- Thomas Starr King monument, San Francisco, 1891
- Monumento conmemorativo a John Boyle O'Reilly, Boston, 1897
- Rufus Choate memorial, Old Suffolk County Court House, Boston, 1898
- Monumento conmemorativo a Richard Morris Hunt, Central Park, Nueva York, 1900
- Alma Mater, campus de la Universidad de Columbia, Nueva York, 1903
- Progreso del estado, en el  Capitolio del Estado de Minnesota, Saint Paul
- Casting Bread Upon the Waters - George Robert White Memorial, jardín público, Boston
- Standing Lincoln, Capitolio de Nebraska, Lincoln, 1912
- Brooklyn y Manhattan, figuras sentadas del puente de Manhattan, Museo de Brooklyn en Brooklyn, 1915
- El espíritu de la vida, monumento conmemorativo dedicado a Spencer Trask, Congress Park, Saratoga, 1915
- Samuel Francis du Pont Memorial Fountain, Wilmington, 1921
- Russell Alger Memorial Fountain, Grand Circus Park, Detroit, 1921
- Gale Park War Memorial & Park, Exeter, 1922
- Abraham Lincoln, Monumento a Lincoln, 1922
- Lady Wisconsin, en la parte alta del Capitolio de Wisconsin
- Thomas Hopkins Gallaudet, Universidad Gallaudet, Washington
- James Woods, « Uncle Jimmy » Green, Universidad de Kansas, Lawrence, 1924
- William Henry Seward Memorial, Florida, 1930

### Monumentos funerarios
- Death Staying the Hand of the Sculptor, un monumento conmemorativo para la tumba del escultor Martin Milmore, en el cementerio de Forest Hills, Boston
- Clark Memorial, cementerio de Forest Hills, Jamaica Plain, Massachusetts, 1894
- Chapman Memorial, cementerio de Forest Home, Milwaukee, Wisconsin, 1897
- Angel of Peace - George Robert White, cementerio de Forest Hills, Jamaica Plain, Massachusetts, 1898
- The Ruth Anne Dodge Memorial, Council Bluffs, Iowa, 1918
- Marshall Field Memorial, cementerio de Graceland, Chicago, Illinois, arquitecto Henry Bacon
- Slocum Memorial, cementerio de Forest Hills en Jamaica Plain, Massachusetts
- Melvin Memorial, cimetière de Sleepy Hollow, Concord, Massachusetts, 1906-08